# Elmstein
Elmstein ist die am weitesten westlich gelegene Ortsgemeinde im pfälzischen Landkreis Bad Dürkheim und in der Metropolregion Rhein-Neckar. Sie gehört der Verbandsgemeinde Lambrecht (Pfalz) an, innerhalb derer sie gemessen an der Fläche die größte und gemessen an der Einwohnerzahl die zweitgrößte Ortsgemeinde darstellt. Ihrer Fläche nach ist sie nach Bad Dürkheim die zweitgrößte Ortsgemeinde des Landkreises.

## Geographie

### Lage
Die Ortsgemeinde liegt zentral innerhalb des mittleren Pfälzerwalds; der Westen der Gemarkung gehört zu dessen Teilbereich Frankenweide, im Osten liegt das nach der Gemeinde benannte Elmsteiner Tal. Ihr Waldanteil ist mit 95,2 % so groß wie bei keiner anderen Kommune in Rheinland-Pfalz.

### Gemeindegliederung
Das Gemeindegebiet besteht aus dem namensgebenden Ort Elmstein und den Ortsteilen Appenthal, Erlenbach, Harzofen, Helmbach samt Oppauer Siedlung, Iggelbach, Mückenwiese, Röderthal, Schafhof, Schwabenbach, Schwarzbach, Stilles Tal, Speyerbrunn und Wolfsgrube.

### Nachbargemeinden
Benachbarte Gemeinden – einschließlich kursiv gesetzter Exklaven – sind im Uhrzeigersinn Waldleiningen, Weidenthal, Esthal, Kirrweiler (Pfalz), Venningen, Rhodt unter Rietburg, Edesheim, Landau in der Pfalz, Wilgartswiesen, Trippstadt und Kaiserslautern.
Die Entfernung zum Mittelzentrum Neustadt an der Weinstraße beträgt 25 km, nach Westen sind es 32 km bis zum Oberzentrum Kaiserslautern.

### Erhebungen
Auf der Gemarkung von Elmstein erheben sich zahlreiche Berge des Pfälzerwalds. Unmittelbar am Nordwesthang des Kernortes befindet sich der 458 m hohe Schloßberg. Nordöstlich von Appenthal erstreckt sich die Ehscheid und südöstlich der Grünberg. Weiter südwestlich abseits des Siedlungsgebiets liegt die 570 m hohe Bloskülb und südlich von ihr der Brogberg (567 m). Südöstlich von Iggelbach erstreckt sich der 474 m hohe Bierenberg und weiter östlich der Große Schweinsberg (405,7 m); zwischen dem Kernort Elmstein und Iggelbach befinden sich der Möllberg (461,1 m), das Kurze Eck und der Mönchberg.

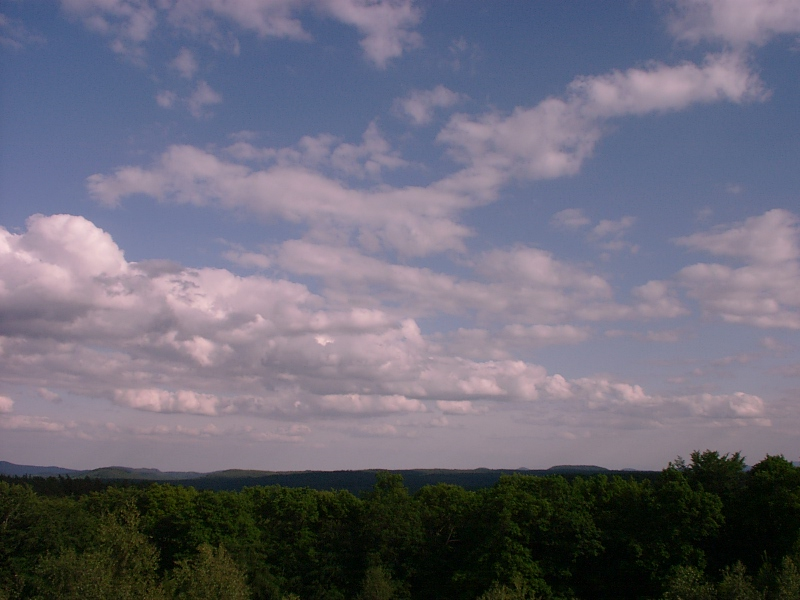
Gebirgslandschaft des Pfälzerwalds im Bereich von Elmstein, vom Schindhübel aus betrachtet

Ganz im Südwesten der Gemarkung erhebt sich der 571 m hohe Schindhübel, der zugleich den höchsten Punkt im Gemeindegebiet bildet, südöstlich von ihm befindet sein Ausläufer Blattberg (551 m). Ganz im Süden der Gemarkung erstrecken sich der Hofberg (371,2 m) und unmittelbar an der Gemarkungsgrenze zum Landauer Stadtwald der Geißkopf (467,3 m) sowie der Miedersberg (479,5 m).
Im nordwestlichen Bereich der Gemarkung erstrecken sich das Grundwieser Eck (407,7 m), der Legelberg, das Große Schneidtaler Eck, das Legeleck, der Krottenbuckel (463,8 m), der Steigberg (415,9 m), der Hohe Oselkopf (497,7 m), der Niedere Oselkopf (428 m), der 516 m hohe Mückenberg, der 486,2 m hohe Weltersberg, der Hofberg (397,6 m) sowie unmittelbar an der Grenze zu Waldleiningen der 514 m hohe Riesenberg. Ganz im Nordosten erstrecken sich das Bremeneck und der Erdbeerenkopf.

### Gewässer

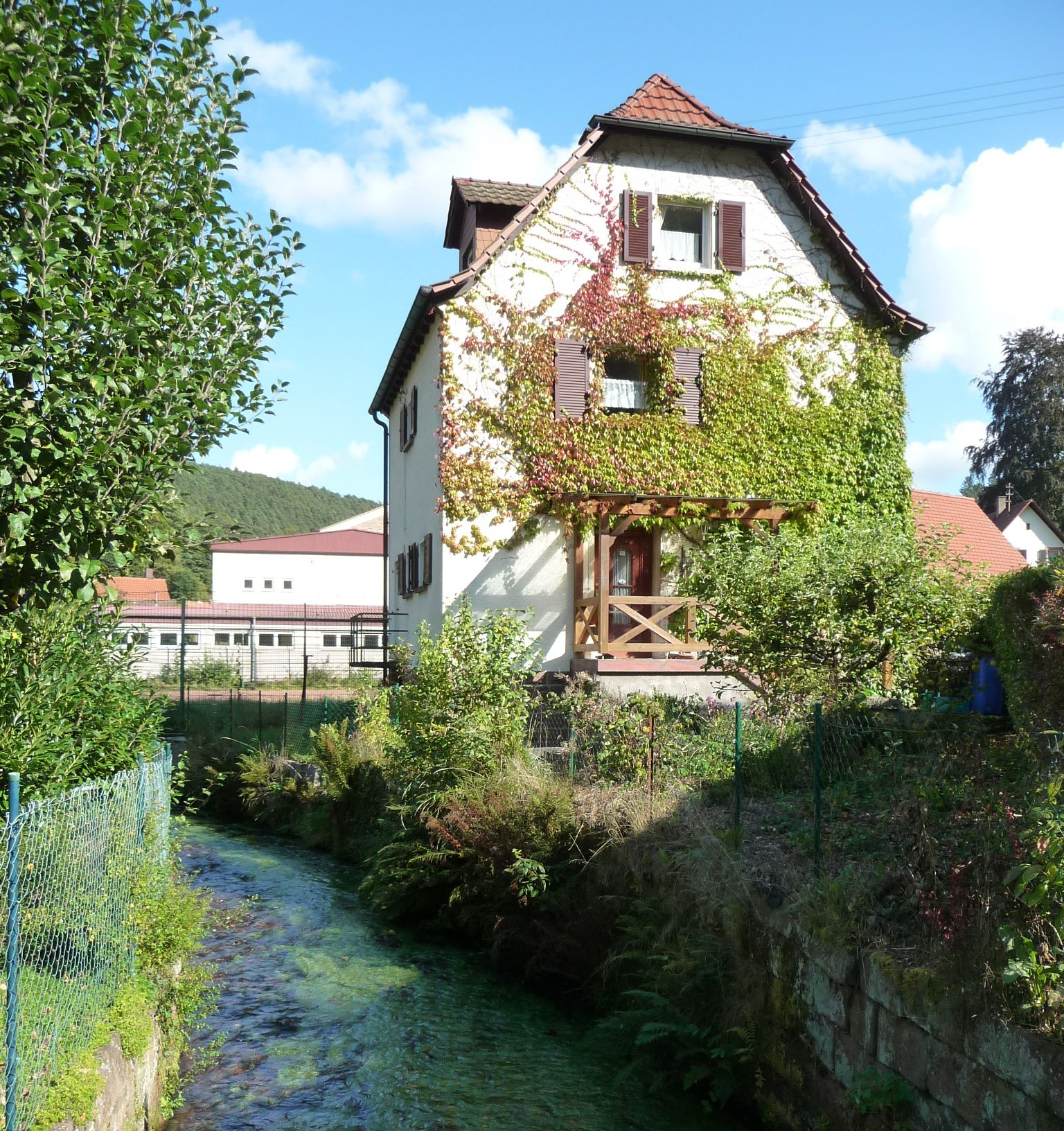
Speyerbach in Elmstein

Zentrales Fließgewässer ist der Speyerbach, der die Kerngemeinde und mehrere Ortsteile wie Speyerbrunn, Mückenwiese und Appenthal durchfließt. Sein hydrologischer Quellfluss Erlenbach entspringt auf der zu Wilgartswiesen gehörenden Exklave Hofstätten, passiert danach den nach ihm benannten Weiler und nimmt anschließend auf Höhe von Speyerbrunn von links den Schwarzbach auf, wo der Speyerbach nominell in einem Quellteich entspringt. Im weiteren Verlauf nimmt der Speyerbach von links den Enkenbach, den Weltersbach, den Oselbach und den Legelbach auf. Am nordwestlichen Rand des Kernortes mündet von rechts der Möllbach und an seinem südlichen Rand der Haselbach in den Speyerbach.
Weiter östlich nimmt dieser von rechts mit dem Helmbach seinen stärksten Zufluss auf, der weitgehend auch die südöstliche Gemarkungsgrenze von Elmstein bildet. Nachdem dessen Quellfluss Teufelsbach zunächst eine zu Landau gehörende Waldexklave durchflossen hat, mündet von links der Blattbach, der zuvor von rechts den Miedersbach aufgenommen hat. Danach mündet von rechts der Grobsbach, der auf den letzten 2 km seines Laufs die Grenze zu einer Waldexklave von Edesheim bildet. 2,5 km östlich nimmt der Helmbach von links den Iggelbach auf, der die gleichnamige Ortschaft durchfließt. Lediglich ein kurzes Stück vor seiner Mündung in den Helmbach befindet sich der Kohlbach auf der Gemarkung von Elmstein. Zu Letzterer gehört das Westufer des kurz zuvor vom Kohlbach durchflossenen Helmbachweihers. Im Osten bildet der Breitenbach größtenteils die Grenze zu Esthal; seine Mündung in den Speyerbach befindet sich bereits jenseits der Elmsteiner Gemarkung. Zuvor nimmt dieser von rechts den Finster-Breitenbach und den Großen Schwabenbach auf.

### Geologie
Geologisch bedeutsam für den mittleren Pfälzerwald ist die sogenannte Elmsteiner Verwerfung.

## Geschichte
Ein Beil aus der Jungsteinzeit, dessen Feuersteinklinge 1969 bei Wegebauarbeiten im Blattbachtal in der Nähe von Iggelbach gefunden wurde, deutet darauf hin, dass auf dem Gebiet der Ortsgemeinde bereits vor 5000 Jahren Menschen gelebt und Holz bearbeitet haben.
Der Hauptort geht auf die mittelalterliche Burg Elmstein zurück, die oberhalb am Südwesthang des Schloßbergs im 12. und 13. Jahrhundert von den Pfalzgrafen bei Rhein errichtet wurde und lediglich als Ruine überdauert hat. Das Kloster Otterberg besaß am Ort landwirtschaftliche Flächen und das Triftrecht. Die Ortsteile entstanden später zumeist als Ausbausiedlungen für Waldarbeiter, als Standort eines Sägewerks oder, wie Röderthal, als Bergarbeitersiedlung.

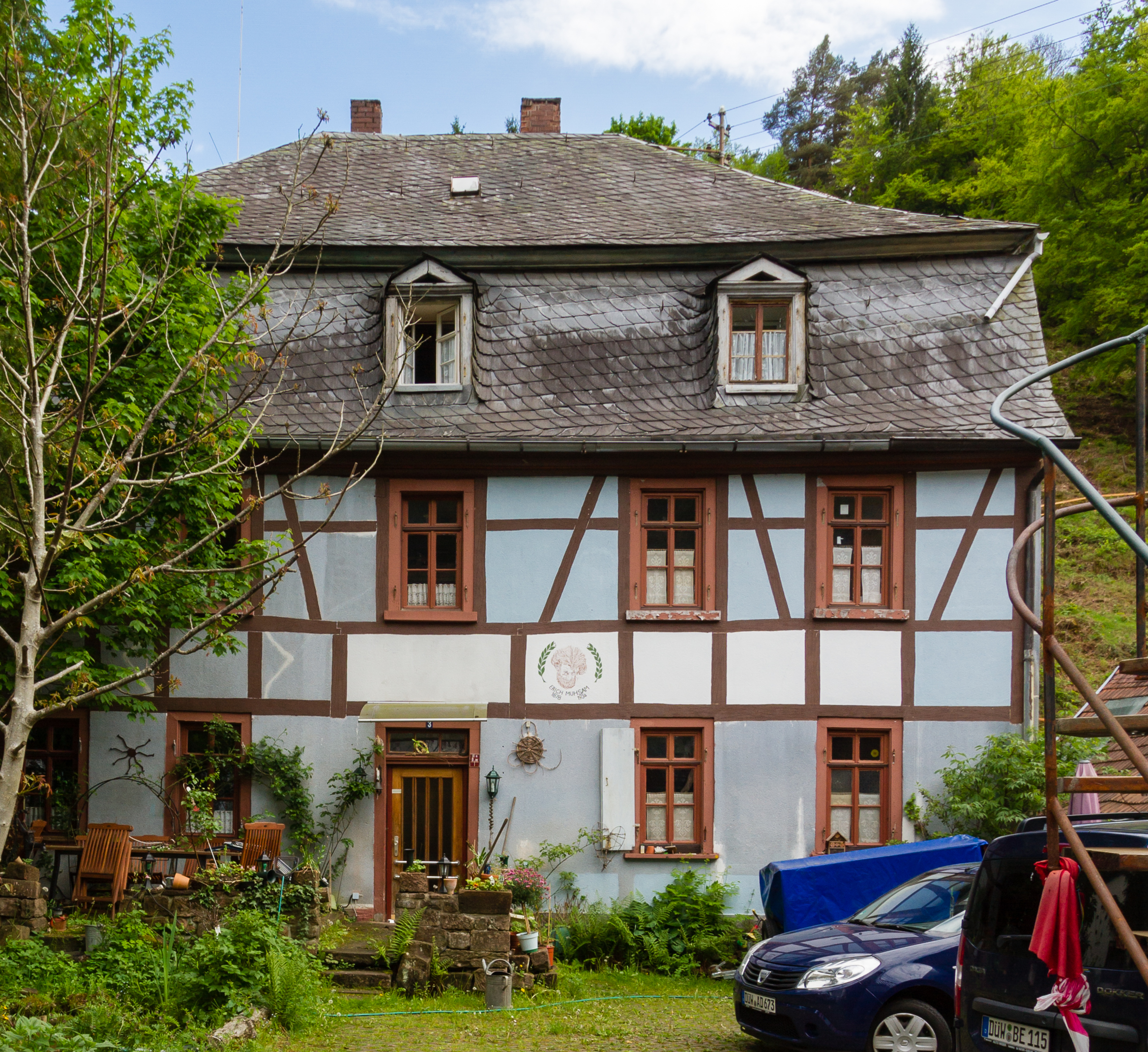
Ehemaliges kurfürstliches Jagdhaus aus der Mitte des 18. Jahrhunderts

Bis Ende des 18. Jahrhunderts war die Gemeinde, zu der bereits damals der Nachbarort Iggelbach gehörte, Teil der Kurpfalz. Von 1798 bis 1814, als die Pfalz Teil der Französischen Republik (bis 1804) und anschließend des Napoleonischen Kaiserreichs war, waren Elmstein und Iggelbach in den Kanton Neustadt (Donnersberg) eingegliedert und zugleich Sitz einer Mairie. 1815 wurde der Ort Österreich zugeschlagen. Bereits ein Jahr später wechselte der Ort wie die gesamte Pfalz in das Königreich Bayern. Von 1818 bis 1862 gehörte die Gemeinde dem Landkommissariat Neustadt an; aus diesem ging das Bezirksamt Neustadt hervor.
Ab 1939 war Elmstein ein Bestandteil des Landkreises Neustadt an der Weinstraße. Nach dem Zweiten Weltkrieg wurde die Gemeinde innerhalb der französischen Besatzungszone ein Teil des damals neu gebildeten Landes Rheinland-Pfalz. Im Zuge der ersten rheinland-pfälzischen Verwaltungsreform wechselte Elmstein 1969 in den neu geschaffenen Landkreis Bad Dürkheim. Drei Jahre später wurde die Gemeinde ein Bestandteil der ebenfalls neu entstandenen Verbandsgemeinde Lambrecht (Pfalz). Am 1. Januar 1976 wurden die zuvor zu Wilgartswiesen gehörenden Orte Erlenbach, Schwarzbach und Speyerbrunn nach Elmstein umgemeindet.
2011 wurde Elmstein als eine von 20 Kommunen in Rheinland-Pfalz in das Dorferneuerungsprogramm aufgenommen.

## Bevölkerung

### Einwohnerentwicklung
1815 hatte die Gemeinde insgesamt 1040 Einwohner. In den folgenden anderthalb Jahrhunderten verdoppelte sich die Einwohnerzahl, unter anderem durch den Gebietszuwachs im Westen der Gemarkung stieg sie nochmals um insgesamt 207 Einwohner aus den Orten Erlenbach, Schwarzbach und Speyerbrunn an. In den 1970er-Jahren hatte Elmstein zeitweise über 3000 Einwohner. Bedingt durch die periphere Lage ist seit Anfang der 1990er-Jahre ein Rückgang zu beobachten, etwa 2010 sank die Einwohnerzahl auf unter 2500. Zum 31. Dezember 2024 hatte die Gemeinde laut Fortschreibung des Statistischen Landesamts 2446 Einwohner (Hauptwohnsitz).

### Konfessionsstatistik
Laut der Volkszählung 2011 waren im Jahr 2011 49,1 % der Einwohner evangelisch und 30,6 % römisch-katholisch, 20,3 % waren konfessionslos, gehörten einer anderen Glaubensgemeinschaft an oder machten keine Angabe. Der Anteil der Katholiken und Protestanten an der Gesamtbevölkerung ist seitdem gesunken. Derzeit (Stand 31. Dezember 2024) sind von den Einwohnern 36,3 % evangelisch, 22,9 % katholisch und 40,8 % sind konfessionslos oder gehören einer anderen Glaubensgemeinschaft an.

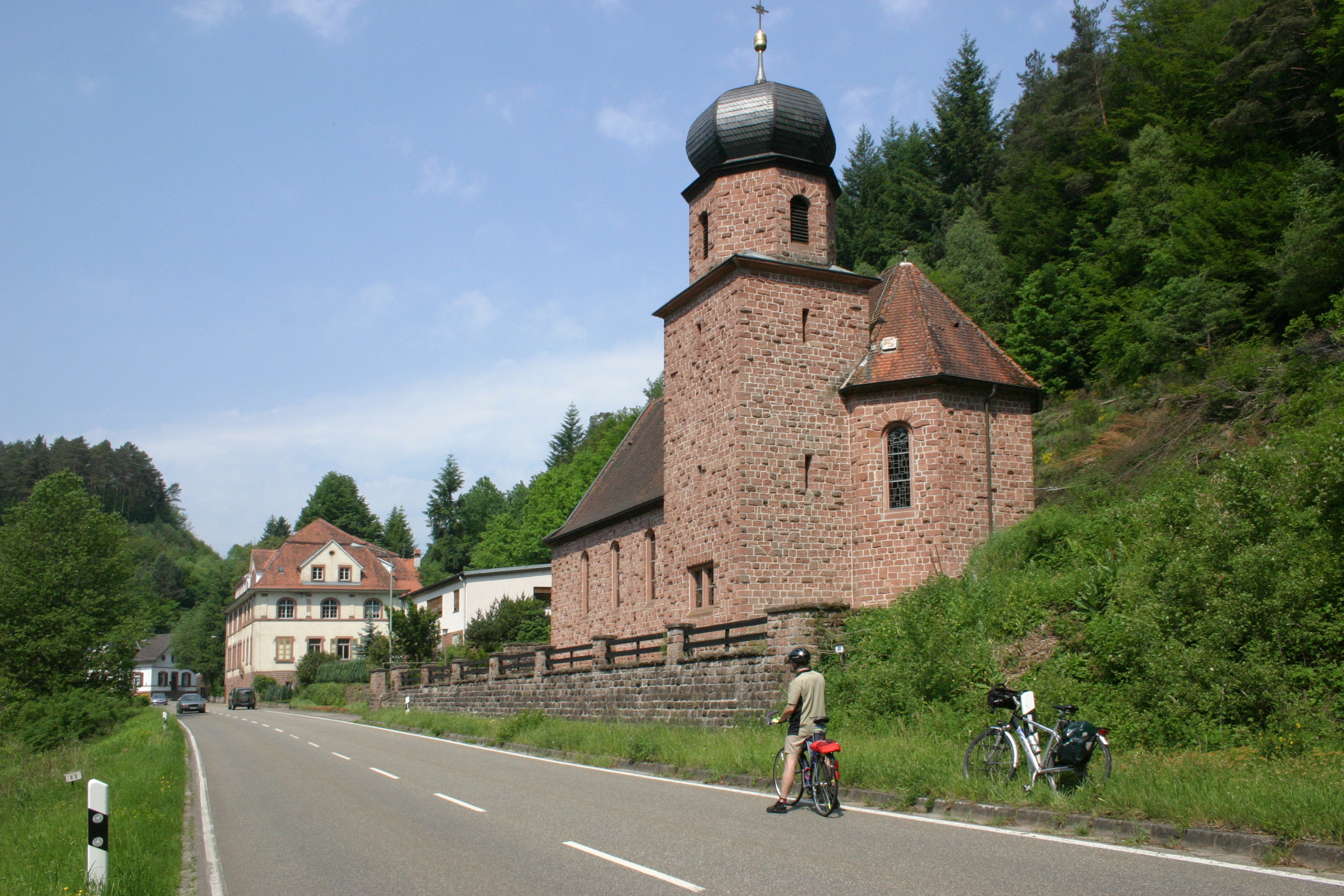
Filialkirche St. Wendelin und Hubertus in Speyerbrunn

### Christentum
Die Katholiken gehören zum Dekanat Bad Dürkheim des Bistums Speyer. Bis Ende 2015 existierte im Kernort und in Speyerbrunn jeweils eine eigene Pfarrei, die zur Pfarrgemeinschaft Neustadt gehörten. Seit 2016 ist Elmstein ein Bestandteil der in Lambrecht ansässigen Pfarrei Hleiliger Johannes XXIII., welche die Verbandsgemeinde Lambrecht umfasst; die örtlichen katholischen Kirchen bilden seither deren Filialen. Mit der Wallfahrtskirche zur Mutter Gottes im Ortsteil Appenthal befand sich im Gemeindegebiet einst ein Wallfahrtsort. Die Evangelischen gehören zur Protestantischen Landeskirche der Pfalz. Eine Besonderheit stellte die Freireligiöse Gemeinde dar, die 1921 gegründet wurde. Teilweise war sie mit etwa 5 % der örtlichen Bevölkerung die zweitgrößte freireligiöse Gemeinde in der Pfalz, hatte 2020 jedoch lediglich noch 23 Mitglieder (nach 26 im Jahr 2019), dies entspricht 0,9 % der Bevölkerung. Die übrigen Einwohner gehörten anderen Religionen an oder waren konfessionslos.

## Politik

### Gemeinderat

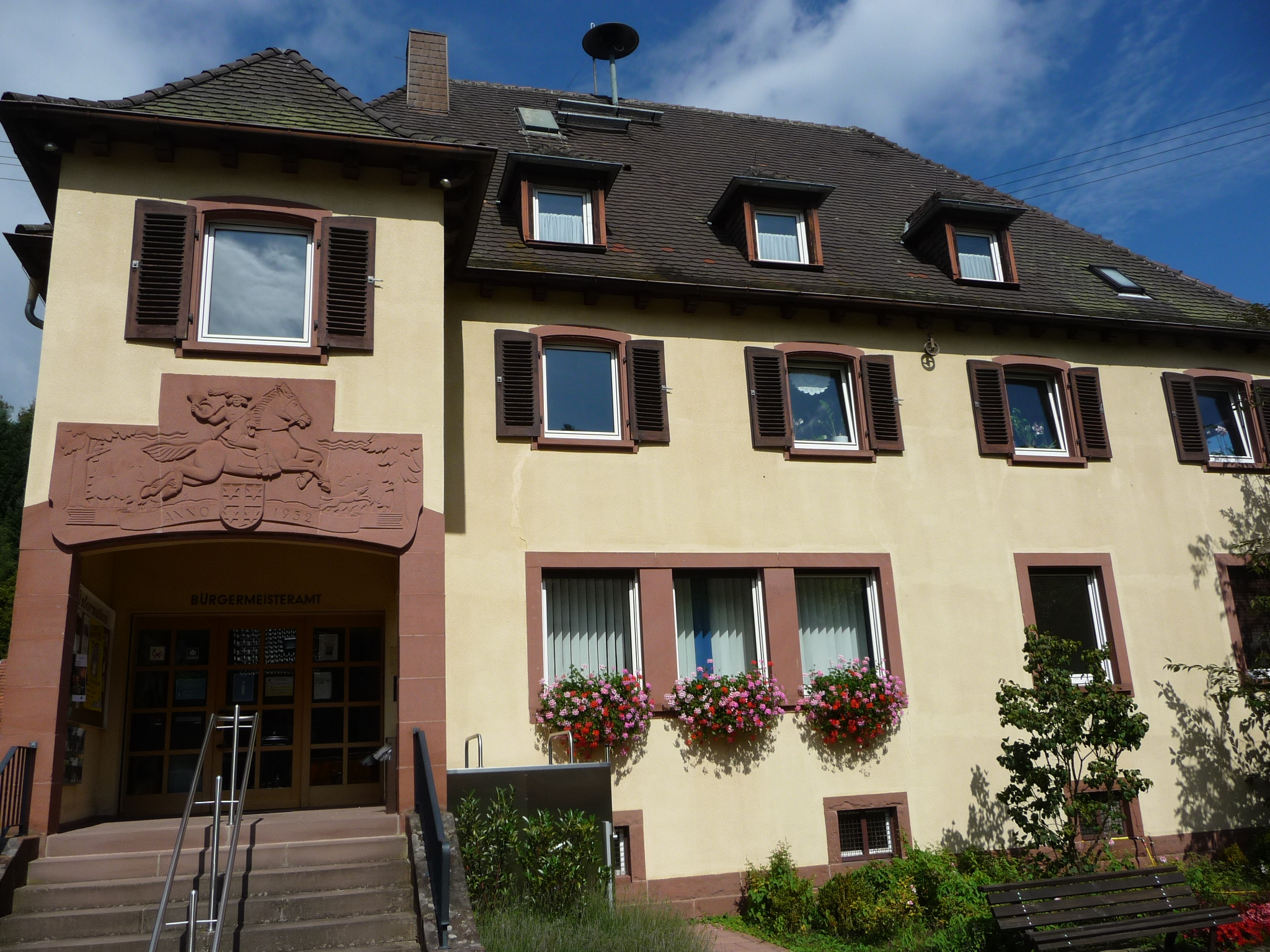
Rathaus

Der Gemeinderat besteht aus 16 Ratsmitgliedern, die bei der Kommunalwahl am 9. Juni 2024 in einer personalisierten Verhältniswahl gewählt wurden, und dem ehrenamtlichen Ortsbürgermeister als Vorsitzendem.
Die Sitzverteilung im Gemeinderat:
| Wahl | SPD | CDU | AU | SWG | Gesamt   |
| ---- | --- | --- | -- | --- | -------- |
| 2024 | 7   | 3   | –  | 6   | 16 Sitze |
| 2019 | 6   | 4   | –  | 6   | 16 Sitze |
| 2014 | 5   | 5   | 1  | 5   | 16 Sitze |
| 2009 | 5   | 8   | 1  | 6   | 20 Sitze |
| 2004 | 9   | 9   | 2  | –   | 20 Sitze |

- AU = Aktionsgemeinschaft „die Unabhängigen“ e. V.
- SWG = Soziale Wählergemeinschaft e. V.

### Bürgermeister
Ortsbürgermeister ist der gebürtige Niederländer Rene Verdaasdonk (SPD). Bei einer Stichwahl am 16. Juni 2019 setzte er sich mit einem Stimmenanteil von 55,72 Prozent gegen den bisherigen Amtsinhaber Stefan Herter (SWG) durch. Diese Wahl war notwendig geworden, nachdem bei der Direktwahl am 26. Mai 2019 keiner der ursprünglich drei Kandidaten eine ausreichende Mehrheit erreicht hatte. Bei der Direktwahl am 9. Juni 2024 setzte sich Verdaasdonk erneut mit 55,7 % gegen Herter durch.
Bis 2014 hatte Thomas L. Kratz von der CDU dieses Amt inne.

### Wappen
| | Blasonierung: „In Silber zwei gekreuzte rote Doppelhaken, bewinkelt von vier sechsstrahligen goldenen Sternen.“ |
| Wappenbegründung: Das Wappen wurde 1937 vom Reichsstatthalter in Bayern genehmigt und geht zurück auf ein Siegel von 1772. Die Forsthaken verweisen auf den Standort von Elmstein inmitten des Walds und die Forstwirtschaft. Der Heimatforscher Wolfgang Ross aus Mannheim entdeckte mittlerweile im Landesarchiv Speyer ein Siegel von 1742, auf dem das Wappen bereits ebenfalls zu sehen ist. | |

## Kultur und Sehenswürdigkeiten

### Bauwerke

#### Kulturdenkmäler

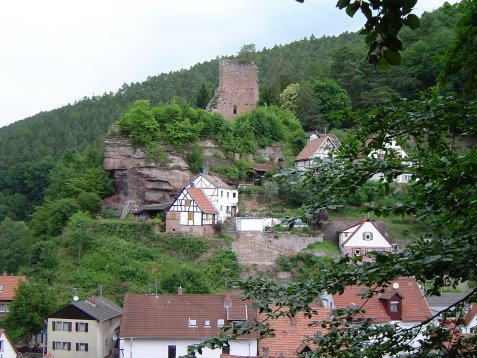
Burgruine Elmstein

Die Ruine der Burg Elmstein und der Ortskern von Iggelbach sind als Denkmalzonen ausgewiesen.
Einzeldenkmäler sind unter anderem die Wappenschmiede Elmstein, eine frühere wasserbetriebene Sägemühle im Elmsteiner Tal, das Kurpfälzische Jagdhaus – zugleich das älteste Haus des Ortes – mit dem im Privatbesitz befindlichen ältesten Kellergebäude der Verbandsgemeinde von 1754, die von 1950 bis 1952 vom Architekten Albert Boßlet erbauten katholischen Kirche Herz Mariä in Elmstein, die 1765 erbaute katholische Kirche Mariä Heimsuchung samt 1887 installierter historischer Schlimbach-Orgel, die protestantische Kirche Elmstein, die Kirchturmruine der ehemaligen 1488 erbauten Wallfahrtskirche zur Mutter Gottes in Appenthal, die in den Jahren 1931 und 1932 erbaute katholische Kirche St. Wendelinus und St. Hubertus im Ortsteil Speyerbrunn, mehrere historische Holztriftanlagen im Legelbachtal zwischen Mückenwiese und Elmstein, der 1889 erbaute Glockenturm in Iggelbach sowie der Glockenturm in Appenthal mit historischem Glockengeläut.

#### Sonstige Bauwerke
Bei der Alten Samenklenge handelt es sich um ein Museum für Wald- und Forstgeschichte. Die Hofruine Geisskopf befindet sich bei der Geisswiese nahe Helmbach. Im Bereich von Erlenbach befinden sich  früher genutzte Holztriftanlagen. Im Südwesten der Gemarkung befindet sich der Schindhübelturm.

### Natur

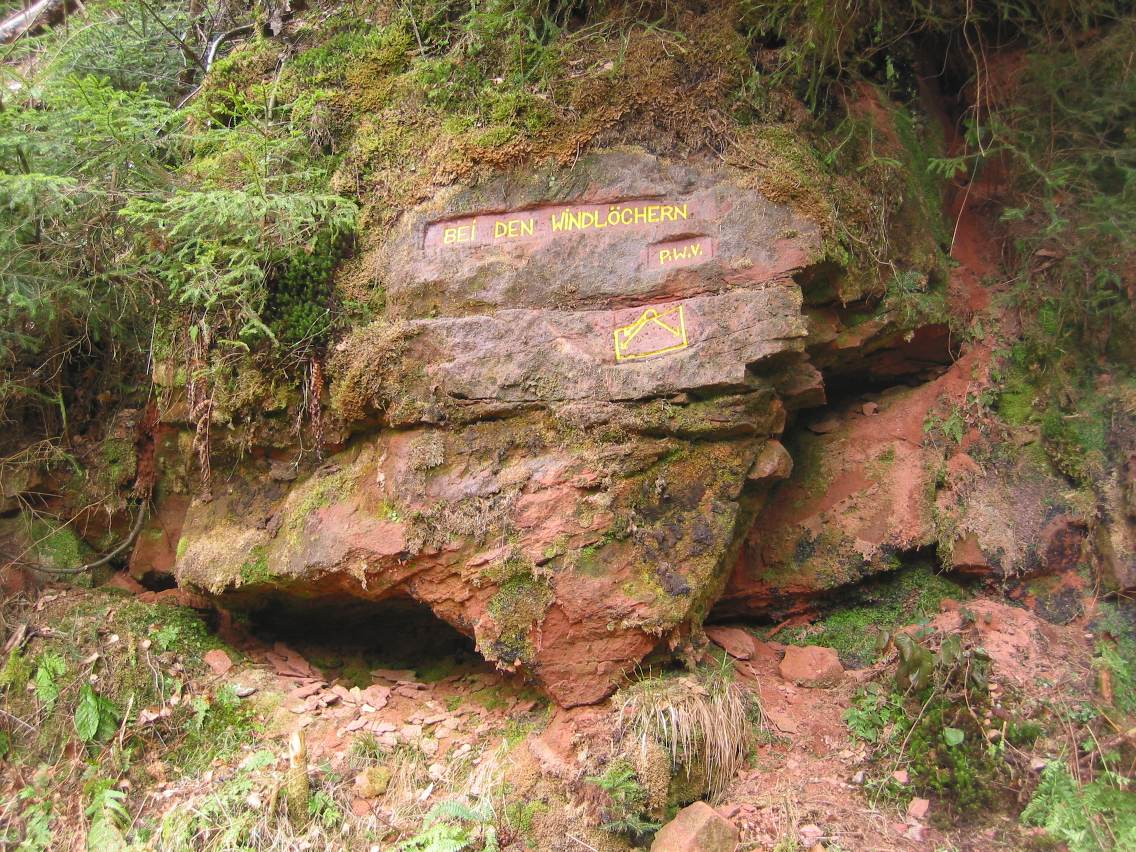
Naturdenkmal Windlöcher

Auf der Gemarkung von Elmstein befinden sich insgesamt 22 Naturdenkmale, darunter der Stählerbrunnen und der Felsen Kurfürstenstuhl. Das im Nordwesten der Gemarkung liegende Enkenbachtal bildet eine von insgesamt 16 Kernzonen des Naturparks Pfälzerwald. Vor Ort existieren außerdem zwei Naturwaldreservate: Im Nordwesten liegt das namens Blechkiefer, das 1972 ausgewiesen wurde und 27 Hektar umfasst; im Südosten seit 2001 der Grünberg mit 64 Hektar.

### Kunst
Seit 1973 existiert im Ortsteil Appenthal eine Künstlerkolonie ähnlich wie in Worpswede und Darmstadt. Drei Häuser von 13 befinden sich im Privatbesitz von Künstlerinnen für Intarsienkunst, Malerei und Töpferei.

### Veranstaltungen
2011 wurden Kulturtage mit dem Namen Kultur total im Elmsteiner Tal ins Leben gerufen. Im Februar 2004 fand vor Ort das Jahrestreffen der Föderation deutschsprachiger Anarchist*innen statt.

## Wirtschaft und Infrastruktur

### Wirtschaft

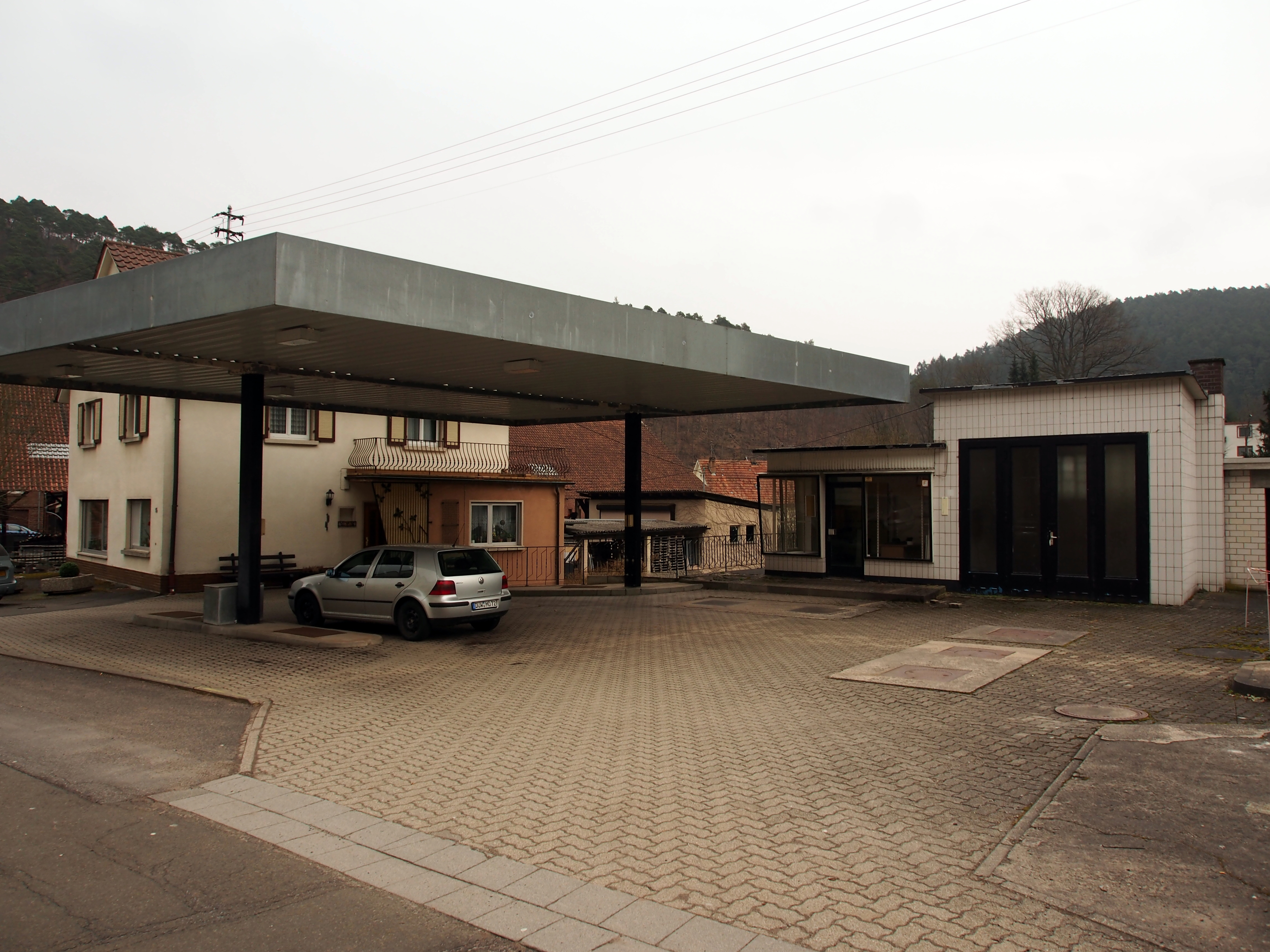
Tankstelle in Elmstein; nach zwischenzeitlicher Aufgabe wurde sie mittlerweile wieder in Betrieb genommen

Elmstein war stets von der Forstwirtschaft geprägt; entsprechend dominierten Berufe wie die des Harzers. Neben zwei zwischenzeitlich aufgegebenen Forstämtern im Kernort existieren im Südosten der Gemarkung das Forsthaus Helmbach, im Norden das Forsthaus Wolfsgrube und solche in Iggelbach sowie Speyerbrunn. Der Speyerbach diente bis Ende des 19. Jahrhunderts der Flößerei; das auf diese Weise transportierte Holz gelangte dadurch bis in die Rheinebene. Im Allgemeinen ist ein Rückgang der örtlichen Infrastruktur zu beobachten. Beispielsweise befanden sich in Helmbach und in Mückenwiese jeweils Sägewerke, die jedoch 2007 beziehungsweise 2011 schließen mussten. Zudem ist Elmstein Sitz des Verlags Schwarze Kunst.

### Verkehr

#### Bahn
1909 erhielt die Gemeinde Anschluss an das Eisenbahnnetz, als das in Lambrecht beginnende Kuckucksbähnel eröffnet wurde, das zusätzlich den Weiler Helmbach anbindet. Der Bahnhof Elmstein erhielt ein hölzernes Empfangsgebäude; die Betriebsstelle in Helmbach, zunächst offiziell Helmbacher Sägemühle, musste ohne ein solches auskommen. Der Personenverkehr wurde 1960 eingestellt, der Güterverkehr anderthalb Jahrzehnte später. Seit 1984 wird die Strecke als Museumsbahn betrieben, die zu bestimmten Terminen verkehrt; teilweise werden die Züge bis nach Neustadt durchgebunden.

#### Straße

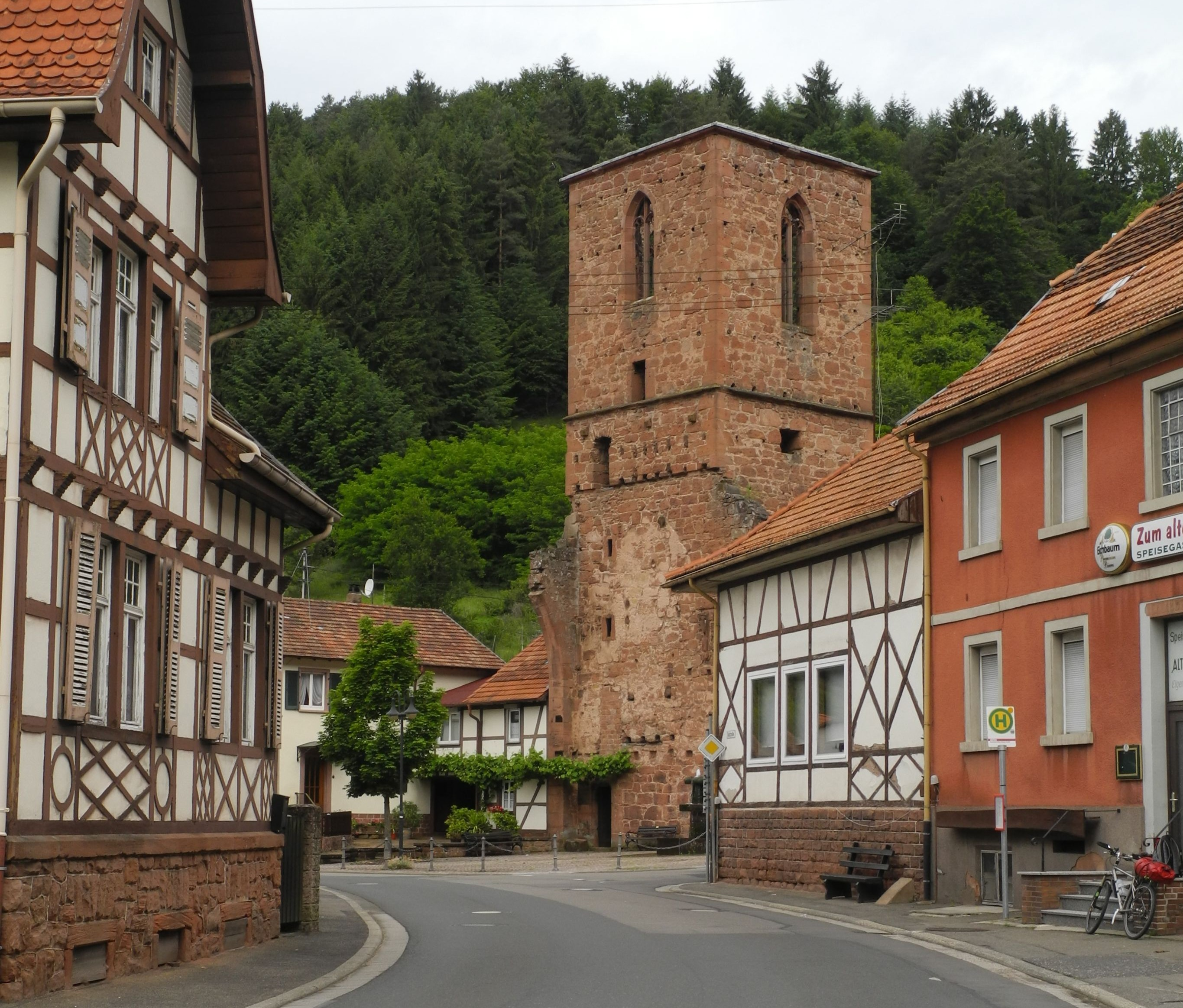
Landesstraße 499 in Appenthal, im Hintergrund die Kirchturmruine

Mit dem Auto ist die Gemeinde über die Landesstraße 499 von Johanniskreuz oder von Frankeneck aus erreichbar. Die L 504 verbindet Elmstein mit Waldleiningen und Kaiserslautern. Die K 38 führt über das Forsthaus Schwarzsohl nach Weidenthal.
Wegen vieler Motorradunfälle in der Vergangenheit ist die durch das Elmsteiner Tal führende Straße, die von Johanniskreuz über Elmstein bis nach Lambrecht führt, an Wochenenden und Feiertagen im Sommerhalbjahr – April bis einschließlich Oktober – für den Kraftradverkehr gesperrt; lediglich Anwohner – nicht Anlieger – dürfen die Strecke während der Sperrzeit mit dem Motorrad befahren.
Zahlreiche Kreisstraßen binden jeweils die Annexen an: die K 17 und die K 19 Iggelbach, die K 18 die Hornesselwiese, die stellenweise eine zu Kirrweiler gehörende Waldexklave im Landkreises Südliche Weinstraße durchquert und dort als Kreisstraße 51 firmiert, die K 20 Röderthal, die K 21 Schafhof, die K 22 Harzofen, die K 40 Erlenbach und die K 41 Schwarzbach.
Außerdem existiert eine stündliche Busanbindung durch die vom Busverkehr Imfeld betriebene Linie 517 des Verkehrsverbundes Rhein-Neckar, die von Neustadt an der Weinstraße über Helmbach, Appenthal und Elmstein bis nach Iggelbach verkehrt. Die Fahrzeit mit dem Bus beträgt etwa eine Stunde. Während der Sommersaison fährt sie zusätzlich über Johanniskreuz, Speyerbrunn und Mückenwiese. Zudem existieren Schulbusse der Relation Elmstein–Mückenwiese–Speyerbrunn–Schwarzbach.

### Tourismus

#### Wanderwege

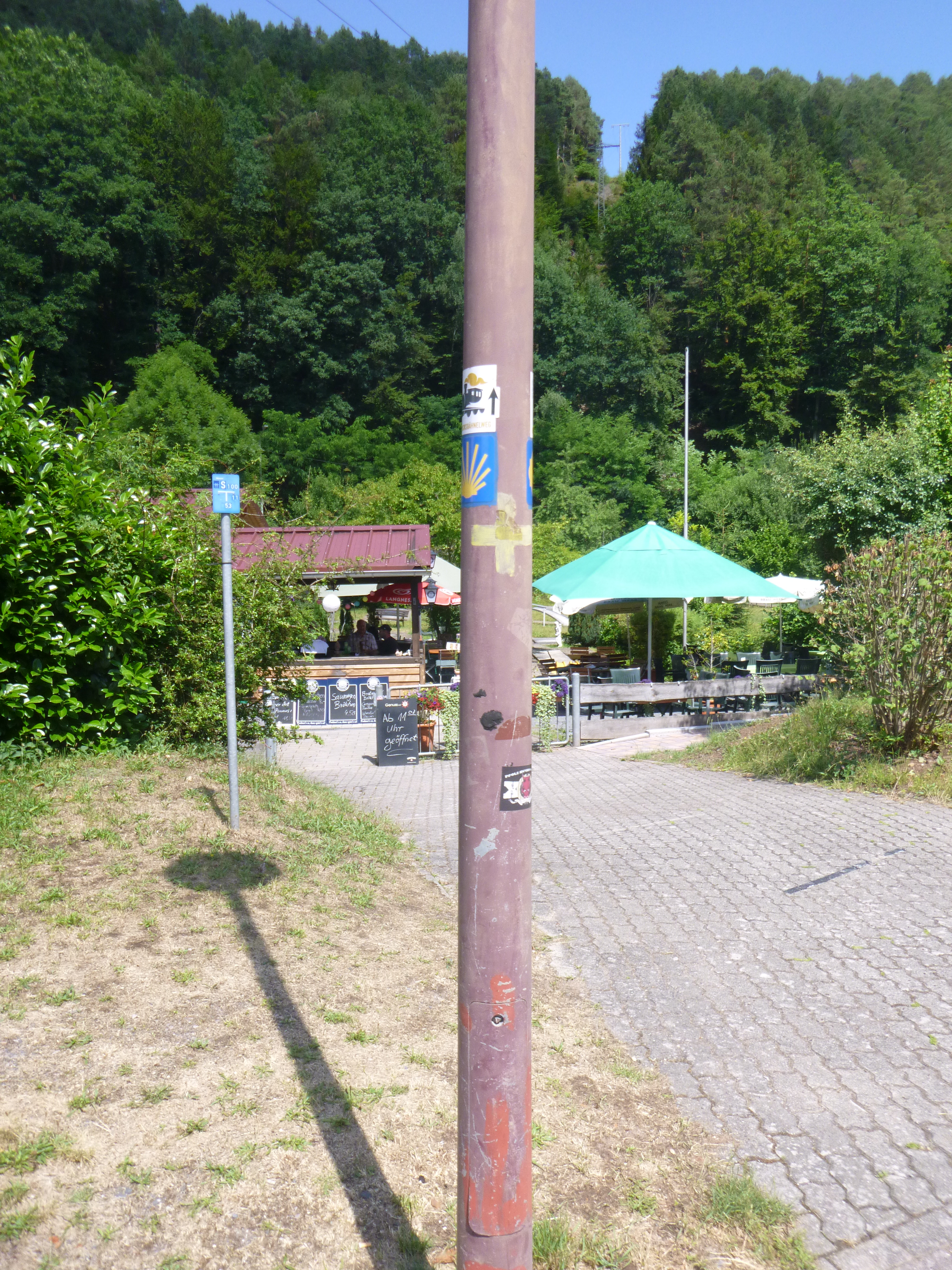
Wegemarkierungen innerhalb von Elmstein, darunter der Pfälzer Jakobsweg (Muschel) und der Fernwanderweg Saar-Rhein-Main (Kreuz)

Durch die 1909 eröffnete Bahnverbindung entwickelte sich der Ort zu einem Ziel von Touristen, vornehmlich aus der Rheinebene. Durch Elmstein verläuft entlang des Speyerbachs der mit einem gelben Kreuz markierte Fernwanderweg Saar-Rhein-Main, der von Homburg bis nach Wörth am Main führt und in Nord-Süd-Richtung und der mit einem blauen Balken gekennzeichneten Fernwanderweg Staudernheim–Soultz-sous-Forêts. Zudem liegt die Gemeinde an der Nordroute der Pfälzer Jakobswege. Hinzu kommt ein Wanderweg, der mit einem blau-roten Balken markiert ist und von Kirchheimbolanden bis nach Pirmasens führt sowie ein mit einem gelb-roten Balken gekennzeichneter Weg von der Burg Lichtenberg bis nach Wachenheim.
Der Ortsteil Iggelbach liegt an der Route eines Wanderweges, der mit einem grün-gelben Kreuz markiert ist und der vom Bexbach nach Ludwigshafen am Rhein führt. Helmbach befindet sich an der Route zweier Wanderwege, von denen einer mit einem weiß-blauen Balken und einer mit einem gelben Punkt gekennzeichnet ist. Durch Mückenwiese und Speyerbrunn führen ein solcher, der mit einem blau-gelben Balken markiert ist sowie der blau markierte forstgeschichtliche Wanderweg 3 Spurensuche des Forstamtes Johanniskreuz. Entlang des Speyerbachs befindet sich der Triftwanderweg.
Durch den äußersten Westen der Gemarkung verlaufen der mit einem weißen Kreuz markierte Fernwanderweg Nahegau-Wasgau-Vogesen sowie ein Wanderweg, der mit einem grünen Kreuz gekennzeichnet ist und der von Freinsheim bis zum Erlenkopf führt sowie im äußersten Osten einer, der mit einem grün-blauen Balken markiert und von Göllheim bis nach Eppenbrunn verläuft und einer mit dem Zeichen weiß-blauer Balken.

#### Weitere Einrichtungen
Die Tour 5 des Mountainbikeparks Pfälzerwald führt durch die Elmsteiner Gemarkung. Die Marathonrunde ist über 72 km lang, hat über 1800 Höhenmeter und umfasst steile Auffahrten sowie ruppige Bergabstrecken.
Eine weitere Einrichtung stellt der erste Pfälzer Zipline-Park oberhalb von Iggelbach dar. Dort ist es möglich, an 18 Stahlseilen mit einer Seilrolle von Baumplattform zu Baumplattform schweben. Zwischen den Seilrutschen gibt es Absprünge an Abseilgeräten aus etwa zehn bis 20 m Höhe.

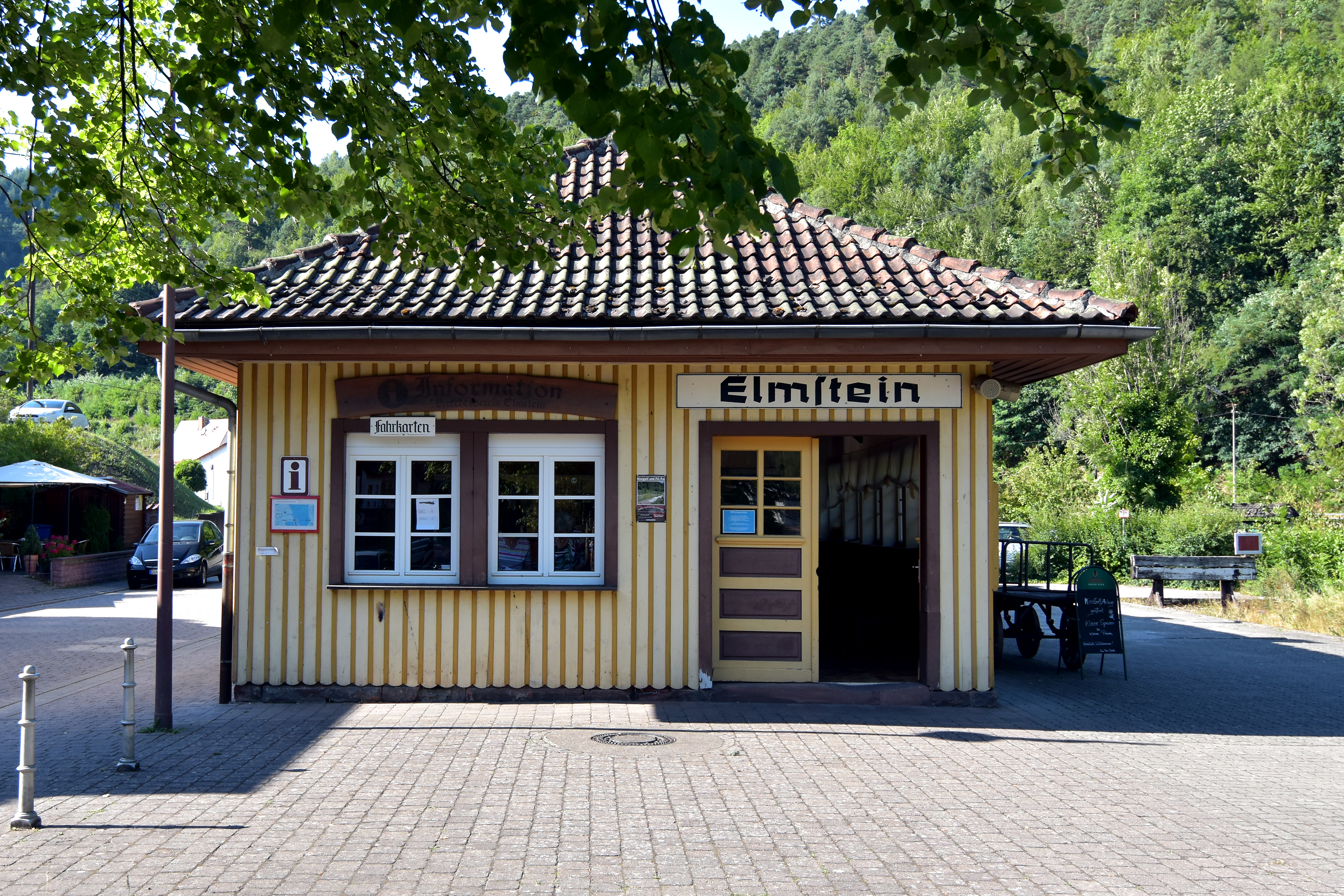
Besucherinformationszentrum im Bahnhof Elmstein

Neben dem Bahnhof befinden sich ein kleiner Park mit Kneipp-Becken, einer Boule-Bahn und ein Minigolfplatz mit Pit-Pat-Anlage. Im früheren Bahnhofsgebäude befindet sich die Tourist-Info. Außerdem wird dort ein Besucherinformationszentrum zum Thema Trift und Flößerei eingerichtet.
Nahe dem Bahnhof gibt es Stellplätze mit Stromanschluss für Wohnmobile. Zu den Gastgebern gehört die Naturfreunde-Ortsgruppe Ludwigshafen, die im Ortsteil Harzofen ein täglich geöffnetes Naturfreundehaus mit Übernachtungsmöglichkeit betreibt. Innerhalb der Gemeindegemarkung befinden sich mehrere Waldgaststätten und Ferienwohnungen. Das Biosphärenerlebniscamp Geiswiese südlich von Iggelbach ist ein naturnaher Gruppenzeltplatz.

## Persönlichkeiten

### Ehrenbürger

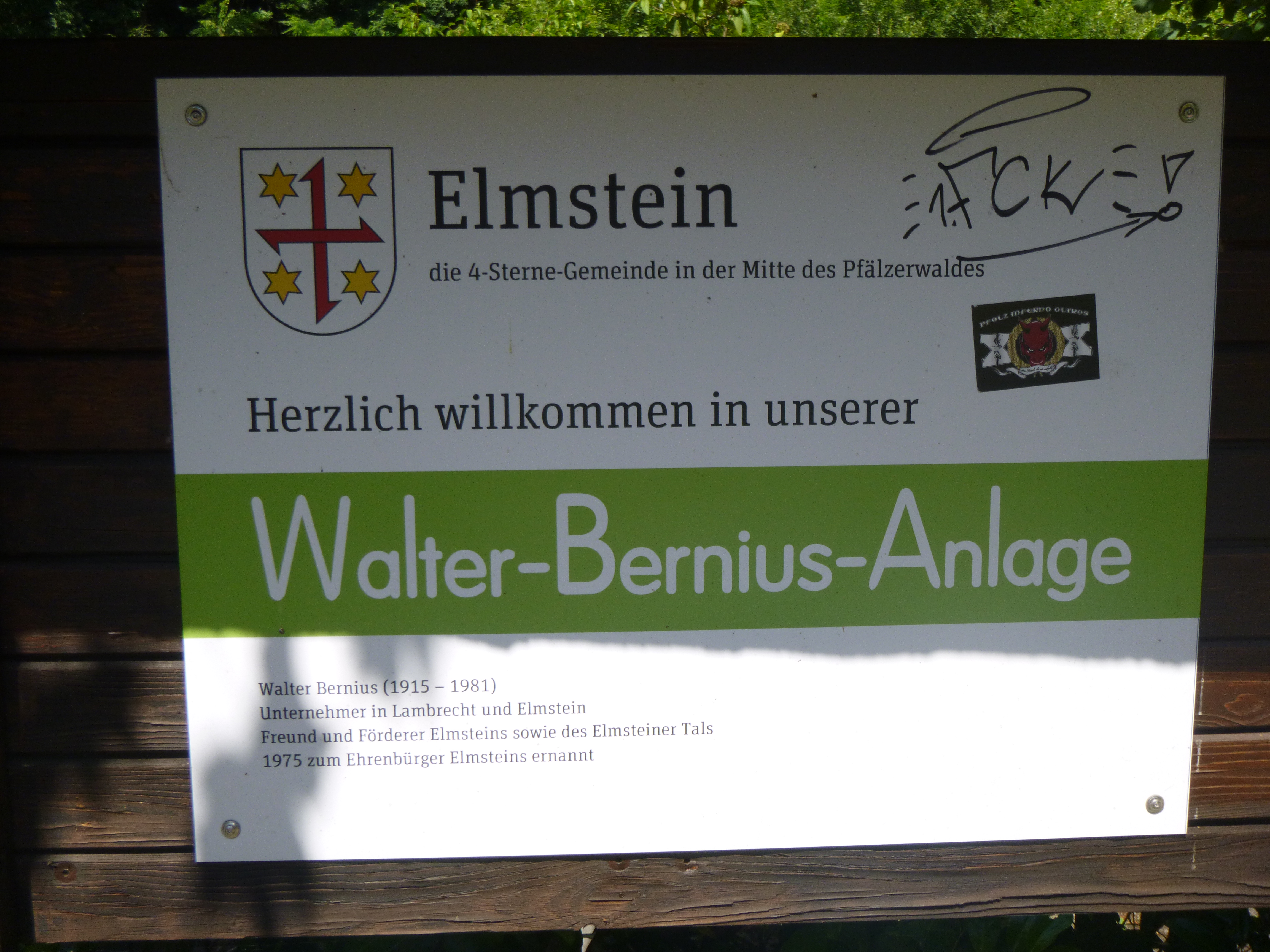
Hinweisschild auf eine nach Ehrenbürger Walter Bernius benannte Anlage

- Heinrich Weintz (1864–1953), Heimat- und Familienforscher
- Walter Bernius (1915–1981), Förster, Fabrikant und Gastwirt

### Söhne und Töchter der Gemeinde
- Heinrich Seibert (1910–1951), Historiker, SS-Hauptsturmführer
- Werner S. Nicklis (1920–2002), Pädagoge
- Rudolf Kühner (* 1952), Jurist, 2005–2012 Regierungspräsident des Bezirks Karlsruhe
- Peter Marx (1956–2022), Politiker (NPD)
- Sanitätsrat Dr. med. Bernhard Lenhard (* 1963), Arzt für Innere und Allgemeinmedizin, Vizepräsident der Landesärztekammer Rheinland-Pfalz, SWR4-Hausarzt

### Personen, die vor Ort gewirkt haben
- Philipp der Aufrichtige oder der Edelmütige (1448–1508) ließ 1488 als Kurfürst von der Pfalz im Ortsteil Appenthal eine große Wallfahrtskapelle zu Ehren der Jungfrau Maria errichten, deren Turm als Ruine erhalten ist.
- Karl Theodor von der Pfalz (1724–1799) ließ als vorletzter pfalz-bayerischer Kurfürst Mitte des 18. Jahrhunderts einen Gasthof und ein stattliches Jagdhaus in Elmstein sowie ein kleines Jagdhaus im Wald errichten.
- Johann Jakob Schoppmann (1767–1840), Jurist, Politiker und Bordmüller in Helmbach, war Mitorganisator des Hambacher Festes und Schwager des sogenannten Wohltäters des Tales, Saladin Klein.
- Lorenz Wappes (1860–1952), Forstwissenschaftler und bayerisch-pfälzischer Beamter, war bis 1889 Forstamtassistent am Forstamt Elmstein-Nord.
- Albert Boßlet (1880–1957), Architekt, baute die ehemalige Wallfahrtskirche Herz Mariä.
- Heinrich Hawick (1906–1945) aus Hagen/Westfalen, schuf als Bildhauer 1928 das inzwischen denkmalgeschützte Relief des Nibelungenfelsens oberhalb des Legelbaches nordwestlich der Elmsteiner Bebauung.
- Walter Cappel (1918–2004), Geograf und Psychologe, Leiter der Pädagogischen Hochschule Kaiserslautern, setzte sich erfolgreich für die Gründung der konfessionsübergreifenden Grund- und Hauptschule in Elmstein ein.
- Luitpold Zwing sen. (1922–1989), Pädagoge, Autor und Musiker, gründete 1964 die Jugendmusikschule Elmstein und 1968 den Jugendchor (später Kurpfälzischer Singkreis).
- Guido Müller war 1983/84 Mitinitiator von Radio Weinstraße.